# Amesemi
Amesemi je kušitská ochranná bohyně a manželka lvího boha Apedemaka. Byla zobrazována jako sokol s korunou nebo jako žena s půlměsícem na hlavě na němž sedí sokol.
Na severních reliéfech Lvího chrámu ve starověkém městě Naqa se objevuje spolu s bohyněmi Eset, Mut, Hathor a Satet. Ve srovnání s bohyněmi Starověkého Egypta se jeví jako korpulentnější, což je typické pro zastoupení žen z Meroe. Na stélách v Amonově chrámů v Naqa je zobrazena s královnou Kandake Amanišaketo.